# Cultura LGBT in Spagna
La cultura LGBT in Spagna ha cominciato a svilupparsi soprattutto dopo la fine della Spagna franchista, ovvero la dittatura instaurata da Francisco Franco a partire dal 1939. Con l'avvento del XXI secolo la Spagna è stata riconosciuta come uno dei paesi più liberali e culturalmente Gay friendly del mondo e la cultura LGBT ha iniziato ad assumere un ruolo significativo nella letteratura, nella musica, nel cinema e nelle altre forme di intrattenimento.

## Letteratura
All'inizio del XX secolo autori spagnoli come Jacinto Benavente, Pedro de Répide Gallegos e Antonio de Hoyos y Vinent dovevano ancora scegliere tra l'ignorare il tema dell'omosessualità o il rappresentarlo negativamente. Gli unici autori che pubblicavano letteratura con contenuti LGBT erano allora stranieri: Augusto d'Halmar dal Cile pubblicò Pasión y muerte del Cura Deusto, Alfonso Hernández Catá da Cuba diede alle stampe El ángel de Sodoma e Alberto Nin Frías dall'Uruguay fece pubblicare La novela del Renacimiento. Altri titoli del periodo sono la Fuente envenenada, Marcos, amador de la belleza, Alexis o el significado del temperamento Urano e, nel 1933, Homosexualismo creador, il primo saggio che rappresenta l'omosessualità in una luce positiva.
Altri, come gli autori della Generazione del '27 si rifugiarono nella poesia. I poeti gay e bisessuali di questo movimento letterario sono stati tra i più influenti della letteratura spagnola: Federico García Lorca con i suoi Sonetti dell'amore oscuro, Emilio Prados, Luis Cernuda, Vicente Aleixandre e Manuel Altolaguirre. Questi poeti sono stati fortemente influenzati dai grandi autori gay del resto d'Europa, come Oscar Wilde, André Gide, soprattutto con il suo saggio Corydon e Marcel Proust. A quel tempo Emilio García Gómez ha pubblicato anche i suoi arabigoandaluces Poemas, i quali comprendevano i poeti pederastici di al-Andalus.
Circa verso la metà degli anni 1930 c'è stata una lieve liberalizzazione che è stata pero poi subito troncata dalla guerra civile spagnola. Dopo la guerra civile, con Lorca assassinato e la maggior parte dei poeti gay e bisessuali in esilio, la cultura gay si ritirò di nuovo verso la poesia criptica di Vicente Aleixandre, che non ha mai ammesso pubblicamente la sua omosessualità. Altri poeti gay di questo periodo sono Francisco Brines, Leopoldo María Panero, Juan Gil-Albert e Jaime Gil de Biedma e, a Cordova, Vicente Núñez, Pablo García Baena e Juan Bernier Luque, appartenente quest'ultimo al gruppo Cántico.
Tra gli autori che compaiono dopo la transizione spagnola che sono più degni di nota ricordiamo Juan Goytisolo, il più influente al di fuori della Spagna, Luis Antonio de Villena, forse tra gli intellettuali omosessuali più impegnati negli studi gay, Antonio Gala e Terenci Moix, i quali furono tra i più conosciuti scrittori gay grazie alle loro apparizioni in TV. Altri scrittori gay noti sono Álvaro Pombo, Vicente Molina Foix, Antonio Roig, Biel Mesquida Amengual, Leopoldo Alas Mínguez, Vicente García Cervera, Carlos Sanrune con El gladiador de Chueca, il catalano Jaume Cela, Eduardo Mendicutti, il drammaturgo Luis Fernández Ardavín, Víctor Monserrat, Alberto Cardín, Mariano García Torres, Agustín Gómez Arcos , Óscar Esquivias, Luisgé Martín con El amor del revés e Iñaki Echarte.
Nessuna autrice lesbica in Spagna ha riconosciuto pubblicamente la propria omosessualità fino al 1990. Gloria Fuertes non ha mai voluto esprimere in pubblico il suo orientamento sessuale. La prima autrice di narrativa lesbica che è apertamente gay è stata Andrea Luca. Altri autori che hanno trattato l'amore tra donne nei loro libri includono Ana María Moix, Ana Rossetti, Esther Tusquets, Carmen Riera Guilera, Elena Fortún, Isabel Franc e Lucía Etxebarría, nel suo romanzo Beatriz y los cuerpos Celestes, Premio Nadal 1998.
Dal punto di vista editoriale ci sono due case editrici specializzate in temi LGBT: Egales (fondata nel 1995) e Odisea editoriale (fondata nel 1999). Alla prima è stata assegnata il premio Terenci Moix per la narrativa gay e lesbica del 2005; alla seconda il "Premio Odisea" per i libri gay e lesbiche in spagnolo nel 1999.

## Cinema
Gli inizi della rappresentazione dell'omosessualità nel cinema spagnolo sono stati difficili a causa della forte censura presente sotto Franco. Il primo film che mostra svariate tipologie di omosessualità, con molta discrezione, era Diferente, un musical del 1961, diretto da Luis María Delgado. Fino al 1977 gli omosessuali sono apparsi a tutti in maniera ridicola come i classici "froci divertenti affetti da effeminatezza".
Durante la transizione spagnola ci sono stati i primi film in cui è apparsa l'omosessualità ritratta non in modo negativo. Esempi sono La Muerte de Mikel (1983) di Imanol Uribe e Ocaña, retrat intermitent (1977) di Ventura Pons. In questi film gli autori sperimentano diverse visioni del gay: il travestito in Un hombre Llamado Flor de Otoño (1978), il gay virile e attraente, per la prima volta in Los Placeres ocultos (1976) di Eloy de la Iglesia, la "regina" drag queen di Gay Club (1980), ecc. L'omosessualità diventa così il centro della trama e gli omosessuali sono mostrati come vulnerabili, in tumulto interiore e in conflitto con la società.
A partire dal 1985 l'omosessualità perde il primato sulla trama, a dispetto del fatto di essere ancora fondamentale. Questa tendenza inizia con La legge del desiderio (1987) di Pedro Almodóvar e continua con film come Tras el cristal (1986) di Agustí Villaronga, Las Cosas del querer (1989) e Las Cosas del querer 2 (1995) di Jaime Chávarri.
Film di successo recenti includono Perdona bonita, pero Lucas mi quería a mi (1997), Seconda pelle (1999), Km. 0 (2000); una co-produzione ha girato in Argentina Plata quemada (2000), Los novios búlgaros (2003) e Cachorro (2004).
Tra le più conosciute persone LGBT di Spagna senza dubbio c'è Pedro Almodóvar. Il direttore della Mancia ha è spesso intrecciato tematiche LGBT nelle sue trame e i suoi film lo hanno trasformato nel più noto regista di film spagnolo fuori della Spagna. A parte Almodóvar, Ventura Pons e Eloy de la Iglesia sono i due registi che hanno lavorato su più temi LGBT nei loro film. Nel settembre 2004 il regista Alejandro Amenábar ha annunciato pubblicamente la sua omosessualità.
Non ci sono stati molti film spagnoli con una chiara trama lesbica. Il più rinomato può essere la commedia A mia madre piacciono le donne (2002) e il dramma romantico Room in Rome (Habitación en Roma) (2010).
I più-importanti festival cinematografici LGBT sono LesGayCineMad a Madrid e il Festival International di cinema gai i lèsbic de Barcelona (FICGLB). Ci sono anche molti altri festival e spettacoli più piccoli, tra cui: il Festival del Mar nelle isole Baleari, il Festival del Sol nelle isole Canarie, Zinegoak a Bilbao, LesGaiFestiVal a Valencia e Zinentiendo a Saragozza.

## Musica
Durante la dittatura di Franco raramente è stato fatto qualche riferimento, da parte dei musicisti, all'omosessualità nelle loro canzoni o in discorsi pubblici. Un'eccezione è stata il cantante di copla andalusa Miguel de Molina, apertamente omosessuale e contrario al franchismo; ha dovuto fuggire in esilio in Argentina dopo essere stato brutalmente torturato ed aver visto i suoi spettacoli vietati. Un'altra eccezione è stato "Bambino" (Miguel Vargas Jiménez), la cui omosessualità era conosciuta nei circoli di flamenco. Alcune canzoni da Raphael, come Qué sabe nadie o Digan lo que digan, sono stati frequentemente interpretati in una luce gay.
Nel 1974 la band folk rock Cánovas, Rodrigo, Adolfo y Guzmán ha osato parlare di una relazione lesbica nella canzone Maria y Amaranta; a sorpresa il brano non è stato colpito dalla censura. Durante la transizione, il duo Vainica Doble ha cantato di un uomo gai in lotta contro i pregiudizi della sua famiglia nella canzone El rey de la casa.
Il cantautore Víctor Manuel ha incluso in molti dei suoi soggetti canzoni a tema LGBT. Nel 1980 ha pubblicato Quién puso más, una vera storia d'amore tra due uomini la quale termina dopo 30 anni di convivenza. Più tardi ha parlato della transessualità nella sua canzone Como los monos de Gibraltar e dell'omosessualità femminile in Laura ya no vive aquí.
Non vi fu vera movida madrileña fino a quando l'omosessualità non divenne visibile nella musica spagnola. Pedro Almodóvar e Fabio McNamara si vestivano di solito in abiti femminili durante i loro concerti in duo, cantando una varietà di testi provocatori. Tino Casal non ha mai nascosto la sua omosessualità ed è diventato un'icona gay per molti nel corso del tempo. Tuttavia, sarà il trio Alaska, Nacho Canut e Carlos Berlanga che, nei loro diversi progetti, da Kaka de Luxe a Fangoria, verranno presi come esempio dalla comunità LGBT a causa dei loro costanti riferimenti all'omosessualità nei propri testi e nei loro concerti. I Fangoria hanno registrato la canzone ¿A quién le importa? che è diventata l'inno gay in Spagna. Anche dopo il periodo della Movida alcuni dei loro artisti hanno continuato a fare musica con tematiche omosessuali, come Fabio McNamara e Carlos Berlanga in canzoni come Vacaciones, o Luis Miguélez, ex-chitarrista dei Fangoria ed ora parte di Glamour to Kill.
Alla fine degli anni 1980 ha fatto scalpore la band pop Mecano con la canzone Mujer contra mujer, che difendeva l'amore di due donne. Ci sono state anche le versioni francese (Une femme avec une femme) e italiana (Per lei contro di lei). La canzone è stata un grande successo in Francia nel 1990, raggiungendo il primo posto in classifica e rimanendovi per sette settimane. La canzone è stata un successo anche in America latina ed è uno dei più ricordati del gruppo. In seguito hanno composto la canzone Stereosexual che parlava di bisessualità. Nel 1988 i Tam Tam Go! nel loro album in spagnolo inclusero la canzone Manuel Raquel, l'unico singolo in lingua spagnola presente nell'LP, che è la storia raccontata da un transessuale. Tino Casal ha incluso nel suo album del 1989 Histeria la canzone molto esplicita Que digan misa.
Agli inizi degli anni 1990 i nuovi cantautori hanno parlato esplicitamente del soggetto, specialmente Inma Serrano, Javier Álvarez e Andrés Lewin, ma anche Pedro Guerra nella sua canzone Otra forma de sentir o Tontxu (Juan Antonio Ipiña) con Entiendes. Altri artisti con gli stili più diversi hanno anch'essi utilizzato il tema, come El cielo no entiende da parte del gruppo OBK, Entender el amor di Mónica Naranjo, El día de año nuevo da parte della band Amaral, Eva y Maria dei Materia Prima, come Sacrifícate da parte del duo Amistades Peligrosas, La revolución sexual da parte de La Casa Azul, Ángeles di Merche, Como una flor di Malú, Da igual dei Taxi, El que quiera entender, que entienda di Mägo de Oz, solo per citare alcuni esempi.
Anche l'Indie pop e l'Indie rock hanno trattato da diversi punti di vista l'omosessualità, come la band Ellos nella canzone Diferentes, o L-Kan in Gayhetera. Il duo Astrud è stato legato alla cultura gay, essendo un'icona per una determinata area di pubblico omosessuale. Il gruppo di subcultura leather Gore Gore Gays ha spaziato con i temi provenienti dal movimento LGBT con canzoni che trattano argomenti che arrivano fino all'inneggiare esplicitamente al sesso. All'interno dell'universo indie pop molte altre band hanno prodotto canzoni quasi esclusivamente per un pubblico gay, soprattutto gay friendly o con una chiara connotazione e contenuti gay (Nancys Rubias, Lorena C, Spunky, La Terremoto de Alcorcón, Putilatex, Putirecords, Borrachas provincianas, Vanity Bears, Modelé Fatale, Dos Hombres Solos, Postura 69 ecc). Anche alcune drag queen hanno una carriera di successo nella musica, come La Prohibida o Nacha la Macha.

## Televisione
Fino agli anni '70 il tema omosessuale nella televisione spagnola era totalmente assente, non ne ha mai semplicemente mostrato i personaggi nella fiction o nei programmi televisivi in generale e naturalmente tutti coloro che vi lavoravano non erano riconosciuti pubblicamente. Iniziata la transizione spagnola cominciarono timidamente i primi progressi in termini di visibilità, nonostante le difficoltà incontrate con la censura.
A titolo di esempio il programma di dibattito La Clave aveva annunciato la trasmissione di un programma sul tema da mandare in onda l'8 aprile 1978, che è stato però censurato e non poté quindi esser visto. La questione non poteva essere affrontata fino al 1983 in quella stessa sede. Un altro importante traguardo per le norme morali del tempo fu un reportage sul giorno internazionale dell'orgoglio gay emesso nello spazio Informe semanal trasmesso nel 1981.
Nel campo della fiction televisiva gli sviluppi che si sono conseguiti in televisione furono identici a quelli del cinema: cominciarono ad apparire i primi personaggi gay, ma sempre come oggetto di scherno. Le parodie di Andrés Pajares o le barzellette di Arévalo sono buoni esempi.
Con gli anni '80 inizia a cambiare la prospettiva. I personaggi sono a volte turbati dalla loro condizione, individui tormentati e depressi. Un buo precursore fu Jaime Chávarri nell'approccio che conferisce il carattere di Oscar Wilde nell'episodio El retrato de Dorian Gray nella serie Los libros trasmesso il 28 dicembre 1977; la prima ad offrire questo stesso approccio è stata la sceneggiatrice Ana Diosdado nell'episodio A pescar y a ver al duque nella serie Anillos de oro (1983), che mostra un giovane dominato da sua madre e sposato con una donna per silenziare le pressioni sociali. Tre anni più tardi lo stesso autore ha scritto la prima serie spagnola in cui appaiono dei personaggi omosessuali; fu la Segunda enseñanza del 1986.
Negli anni '90 è stato girato Tío Willy, considerato come un tentativo disonesto di rappresentare l'omosessualità su misura per lo spettatore eterosessuale, con comidi e artificiali stereotipi per lo spettatore medio.
Con la fine del XX secolo hanno cominciato a proliferare le serie tv nazionali, che hanno incluso personaggi LGBT. Questi personaggi sono generalmente caratterizzati dal fatto che cercano di rompere quegli stereotipi tradizionali sull'omosessualità e per trattare le questioni attuali dei diritti LGBT. come il matrimonio o l'adozione tra gli altri. Fu pioniera in questo campo Más que amigos con il personaggio di Bea, una lesbica che accetta la sua condizione con naturalezza.
Una menzione speciale dev'esser fatta per il famoso Al salir de clase, una serie giovanile della stagione 1999-2000, che introdusse una relazione gay tra una coppia di adolescenti in modo completamente normale o il carattere di Clara iniziata come una lesbica ma che diventa presto bisessuale, anche se durò meno tempo sullo schermo rispetto ad altre serie dell'epoca.
Forse il punto di svolta per quanto riguarda la normalizzazione di gay in televisione è dato da 7 vite (1999-2006), la serie più duratura della televisione spagnola, con la protagonista Diana che è un'attrice lesbica. Il suo successivo spin-off intitolato Aída presenta coraggiosamente come uno dei personaggi principali un adolescente gay il quale curiosamente rappresenta con esagerazione alcuni dei più notori stereotipi LGBT. Secondo Eduardo Casanova, l'attore che interpreta il ragazzo, di nome Fidel, il quale aveva solo 15 anni quando ha iniziato ad interpretarlo, l'obiettivo era quello di ottenere che gli omosessuali fossero riconosciuti come tali e capire che la libertà sessuale doveva iniziare quanto prima.
Sulla scia di 7 vite altre serie di prima serata ottennero i massimi ascolti, come  Aquí no hay quien viva, Hospital Central, Los Serrano e Fisica o chimica e tra cui vi sono degli omosessuali tra i suoi personaggi protagonisti.